# Осиос Лукас
Манастир Осиос Лукас (грч. Οσιος Λουκας) је православни манастир у Грчкој, коју је основао Свети Лука Јеладски по коме манасти и носи име. Налази се на западним обронцима планине Хеликон близу места Дистомо (Беотија (округ)), 37 км од града Делфи (Фокида (округ)). Манастир је познат по велелепним византијским мозаицима, од којих најранији датирају из 11. века.

## Историја
Манастир је основао Свети Лука Јеладскид, док је као пустињак, живео на обронцима горе Хеликон око 946. година. Убрзо се око њега формирала монашка заједница, и након тога је почео изградњу прве цркве манастира посвећене светој Варвари. Лука је умро у 953. и сахрањен је у својој келији, над којом је касније саграђена мала цркву.
Након што је у крсташким походима 1204. године, манастир је био више пута разаран и пљачкан, пребачен је у Ред витезова Темплара. У другом кварталу 13. века века, манастир је опљачко ахајски кнез Вилардуен, који је из манастира пренео у Венецију мошти преподобног Луке (део мошти остао је у једном од манастира Свете Горе). 1312. године манастир је поново опљачкан од стране Франака. Након тога су се монаси вратили у манастир, али он никада више није повратио славу коју је имао.
У време освајања султан Селим I и Сулејмана I сам манастир је био пуст. Иницијативом цариградског патријарха Јеремије I, манастир је обновљен у првој половини 16. века. Путописци из 17. века описују манастир као успешан и један од најлепших у Грчкој. Током Турско-млетачког рата (1714—1718) манастир је опљачкан од стране Турака и Албанаца.
Манастир је био средиште грчке националне борбе против турског ропства. 1780. године у њему је било 95 герилаца које је предводио Андритис Верусис у манастирској кули успели су да издрже опсаду три хиљаде турака и напусте манастир неповређени. Као одговор на подршку грчким побуњеницима Турци су 14. јуна 1822. године ушли у манастир и уништили га.
Током Другог светског рата, манастир је бомбардован. 1943. године на манастир је пало 16 бомби које су оштетиле зидове трпезарији и манастриске цркве.
Обнова манастира је започета 1958. године.
1986. године из Венеције су манастиру враћене мошти њеног оснивача светог Луке Јеладског.
Манастир Осиос Лукас је од три највећа очувана архитектонска дела монументалне византијске уметности 11. века. Заједно са манастирима Дафни и Неа Мони 1990. године, укључен је у каталог УНЕСКО-ве Светске баштине.

## Галерија
- Јошуа, фреска
- Ипсод купоче
- Иконостас
- Христос пере ноге апостолима, мозаик
- Христос Пантократор
- Поглед споља
- Εξωτερικό του καθολικού
- Ο τρούλος του καθολικού
- Το καθολικό (αριστερά) και η εκκλησία της Παναγίας (δεξιά)
- Άποψη εσωτερικού
- Ηλιαχτίδες, στασίδια
- Ισχυροί τοίχοι του μοναστηριού
- Εξωτερική άποψη του τρούλου της Θεοτόκου
- Εσωτερική άποψη του τρούλου της Θεοτόκου
- Τοίχοι στήριξης Καθολικού
- Ο τρούλος του καθολικού